# Federal (filme)
Federal é um filme brasileiro de 2010 do gênero policial, dirigido por Erik de Castro.

## Sinopse
Dani, agente especial da Polícia Federal, une-se ao delegado Vital e outros homens do grupo de elite do Comando de Operações Táticas da Polícia Federal para caçarem o playboy Beque, responsável por colocar a cidade de Brasília na rota do tráfico internacional de cocaína.

## Elenco
- Selton Mello .... agente Dani
- Carlos Alberto Riccelli .... delegado Vital
- Cristovam Neto .... Rocha
- Cesário Augusto .... Lua
- Eduardo Dussek .... Beque
- Carolina Gómez .... Sofia
- Michael Madsen .... Sam Gibson[2]
- Adriano Siri .... Gallo

## Crítica
O filme recebeu críticas bastante desfavoráveis, sendo chamado de "Tropa de Elite genérico", comparado a uma tentativa de "pegar carona" no sucesso José Padilha, porém repleto de situações previsíveis e com tantos personagens e histórias paralelas que não é possível ao espectador se identificar ou compreender profundamente nenhum deles. A crítica ressaltou inclusive erros de continuidade, como numa mesma cena onde o sol aparece em pontos diferentes no céu, e a quantidade de clichês no filme, como o policial que tem uma esposa grávida, investigação de tráfico de drogas em ambientes da classe alta, interrogatórios violentos, policiais corruptos, etc.
O filme foi tido como mal-sucedido em suas três vertentes principais: não conseguiu ser um filme de ação, denuncia uma situação atual através de elementos óbvios e ficou muito à sombra de Tropa de Elite.

## Produção
Co-produção oficial Brasil-Colômbia, contou com os atores colombianos Carolina Gómez e Roberto Cano. Foi inteiramente gravado em Brasília.